# Graham McGrath
Graham McGrath (29 luglio 1971) è un attore inglese.
Attualmente lavora anche come fotografo freelance e vive vicino a Londra nel Surrey, in Inghilterra. Ha studiato presso l'Accademia Junior della Royal Academy of Music di Londra quando aveva solamente 4 anni. Ha inoltre studiato musica e teatro presso la London Academy of Music and Dramatic Art (LAMDA). Ha trascorso nove anni presso le accademie, affinando la sua recitazione e talento musicale. La prima apparizione di McGrath davanti ad una cinepresa è stata per lo spot di un dentifricio della Colgate quando egli aveva sei anni.
I suoi primi ruoli cinematografici importanti sono stati quelli del fedele Titch nel film fantasy del 1983 Krull diretto da Peter Yates e quello del giovane Pietro il Grande nell'omonima miniserie del 1986. Ha inoltre interpretato Luca Di Marco nella popolare soap opera EastEnders della BBC. Da allora, è sempre stato attivo nel mondo dello spettacolo.
McGrath è divorziato e padre di una figlia, nata 2003.

## Filmografia

### Cinema
- Krull, regia di Peter Yates (1983)
- Pietro il Grande (parte prima) (Peter the Great), regia di Marvin J. Chomsky e Lawrence Schiller (1986)

### Televisione
- ITV Playhouse – serie TV, 1 episodio (1981)
- Great Expectations, regia di Julian Amyes – miniserie TV (1981)
- I diari del Terzo Reich (Inside the Third Reich), regia di Marvin J. Chomsky – film TV (1982)
- The Cabbage Patch – serie TV, 6 episodi (1983)
- The Country Diary of an Edwardian Lady – serie TV, 1 episodio (1984)
- Last Day of Summer, regia di Derek Banham – film TV (1984)
- Frankenstein, regia di James Ormerod – film TV (1984)
- Sins, regia di Douglas Hickox – miniserie TV (1986)
- Pietro il Grande (Peter the Great), regia di Marvin J. Chomsky e Lawrence Schiller – miniserie TV (1986)
- Paradise Postponed, regia di Alvin Rakoff – miniserie TV (1986)
- The Children of Green Knowe, regia di Colin Cant – miniserie TV (1986)
- Screen Two – serie TV, 2 episodi (1985-1987)
- A Perfect Spy, regia di Peter Smith – miniserie TV (1987)
- No Strings – serie TV, 7 episodi (1989)
- Summer's Lease, regia di Martyn Friend – miniserie TV (1989)
- Sea Dragon – serie TV, 4 episodi (1990)
- The Torch, regia di Robin Crichton – miniserie TV (1992)
- The Life and Times of Henry Pratt, regia di Adrian Shergold – miniserie TV (1992)
- Metropolitan Police (The Bill) – serie TV, 1 episodio (1993)
- Chandler & Co – serie TV, 6 episodi (1995)
- Cadfael - I misteri dell'abbazia (Cadfael) – serie TV, 1 episodio (1996)
- Accused – serie TV, 1 episodi (1996)
- EastEnders – serie TV, 3 episodi (1999)
- Crossroads – serie TV, (2003)
- Doctors – serie TV, 1 episodio (2004)